# Вулиця Яценка (Запоріжжя)
Вулиця Яценка — вулиця на межі Вознесенівського та Олександрівського районів міста Запоріжжя. Починається від вулиці Перемоги і закінчується вулицею Шкільною. Протяжність вулиці — 1,85 км.
До вулиці прилучаються: вулиця Дмитра Донцова, вулиця Патріотична, вулиця Козача, вулиця Шкільна; а перетинає — вулиця Перемоги.

## Історія
Забудова вулиці почалася на початку 1960-х років. Зокрема, ділянка вулиці від вулиці Перемоги до балки Суха Московка (квартал № 43А) була відведена металургійному комбінату «Запоріжсталь» для забудови багатоповерховими будинками 10 травня 1962 року.
У зв'язку з побажаннями робочих міста Запоріжжя, на честь пам'яті про загиблих героїв-танкістів, які визволили місто Запоріжжя від німецько-фашистських загарбників, 31 жовтня 1963 року було прийнято рішення назвати вулицю щойно спорудженого кварталу 43А іменем Героя Радянського Союзу лейтенанта Миколи Яценка.
14 жовтня 1943 року, Яценко Микола Лаврентійович (1923—1943) — лейтенант, командир танка, по-геройському діяв під час визволення міста Запоріжжя. 

## Об'єкти
- буд. 1 — Відділення банку «Радабанк»
- буд. 2 — Супермаркет «Varus» (до 2017 року — супермаркет «Billa»)
- буд. 3-А — Запорізький гуманітарний коледж Національного університету «Запорізька політехніка»
- буд. 16 — АЗС «Окко»
- буд. 16-А — АЗС «NPG»
- Парк Перемоги (8 травня 2024 року, саме в День пам'яті та перемоги над нацизмом у Другій світовій війні 1939 – 1945 років, парк зазнав ракетного удару з боку російських окупантів під час масованої атаки)[2]